# Hubert Raudaschl
Hubert Raudaschl (Sankt Gilgen, 26 agosto 1942) è un velista austriaco.
Vanta la partecipazione a 9 edizioni dei Giochi olimpici. Il numero potrebbe essere stato ancora superiore, ma ai Giochi della XVII Olimpiade di Roma del 1960 venne convocato solo come riserva e non prese mai parte alle gare.

## Biografia
La sua carriera olimpica comincia quindi quattro anni dopo ai Giochi della XVIII Olimpiade di Tokyo, dove si classifica quinto nella classe Finn, nella quale ai Giochi di Città del Messico del 1968 conquista l'argento. Successivamente passa alle imbarcazioni da due e tre persone e, dopo una partecipazione nella classe Tempest (1972) e una nella Soling (1976), nel 1980 approda alla classe Star dove competerà fino ai Giochi della XXVI Olimpiade di Atlanta del 1996.
Proprio nel 1980 a Mosca arriva la seconda medaglia d'argento in coppia con Karl Ferstl, sarebbe potuta essere una medaglia d'oro se la coppia non fosse stata squalificata nella terza regata da loro vinta.
Nella sua carriera olimpica è stato per quattro volte portabandiera della delegazione austriaca, altro record da lui detenuto.
Dopo l'ultima partecipazione del 1996 si è concentrato sulla sua fabbrica di vele a conduzione familiare.